# Pareas formosensis
Pareas formosensis — вид неотруйної змії родини Pareatidae.

## Поширення
Вид є ендеміком острова Тайвань.

## Опис
Змія сягає до 70 см. Цей вид має жовтувато-коричневу спину з темно-коричневими або чорними плямами або поперечними смугами. Її морда жовтогокольору, на передній частині голови є строкатий сіро-коричневий з чорним візерунок. Чорні нерегулярні лінії простягаються від очей до потилиці. Боки голови жовтого кольору. Черево жовтувато-біле з чорними плямами.